# Angielskie przekłady Biblii
Angielskie przekłady Biblii – ogół przekładów Biblii na język angielski, które zaczęły powstawać pomiędzy VIII a X wiekiem. Pierwszy pełny przekład rękopiśmienny powstał z łacińskiej Wulgaty w wyniku pracy Johna Wycliffa około roku 1382, pierwszy Nowy Testament wydany drukiem w 1525 był dziełem Williama Tyndale’a, zaś wydana po raz pierwszy w roku 1611 Biblia króla Jakuba jest najbardziej rozpowszechnionym przekładem Biblii (ponad miliard egzemplarzy).
Angielskie przekłady odegrały od XVI wieku ważną rolę w rozwoju różnych nurtów chrześcijaństwa, szczególnie protestantyzmu w krajach anglojęzycznych, przede wszystkim w Wielkiej Brytanii i Stanach Zjednoczonych. Do początku lat 20. XXI w. powstało ponad pięćset (łącznie z rewizjami) różnych przekładów Biblii na język angielski.

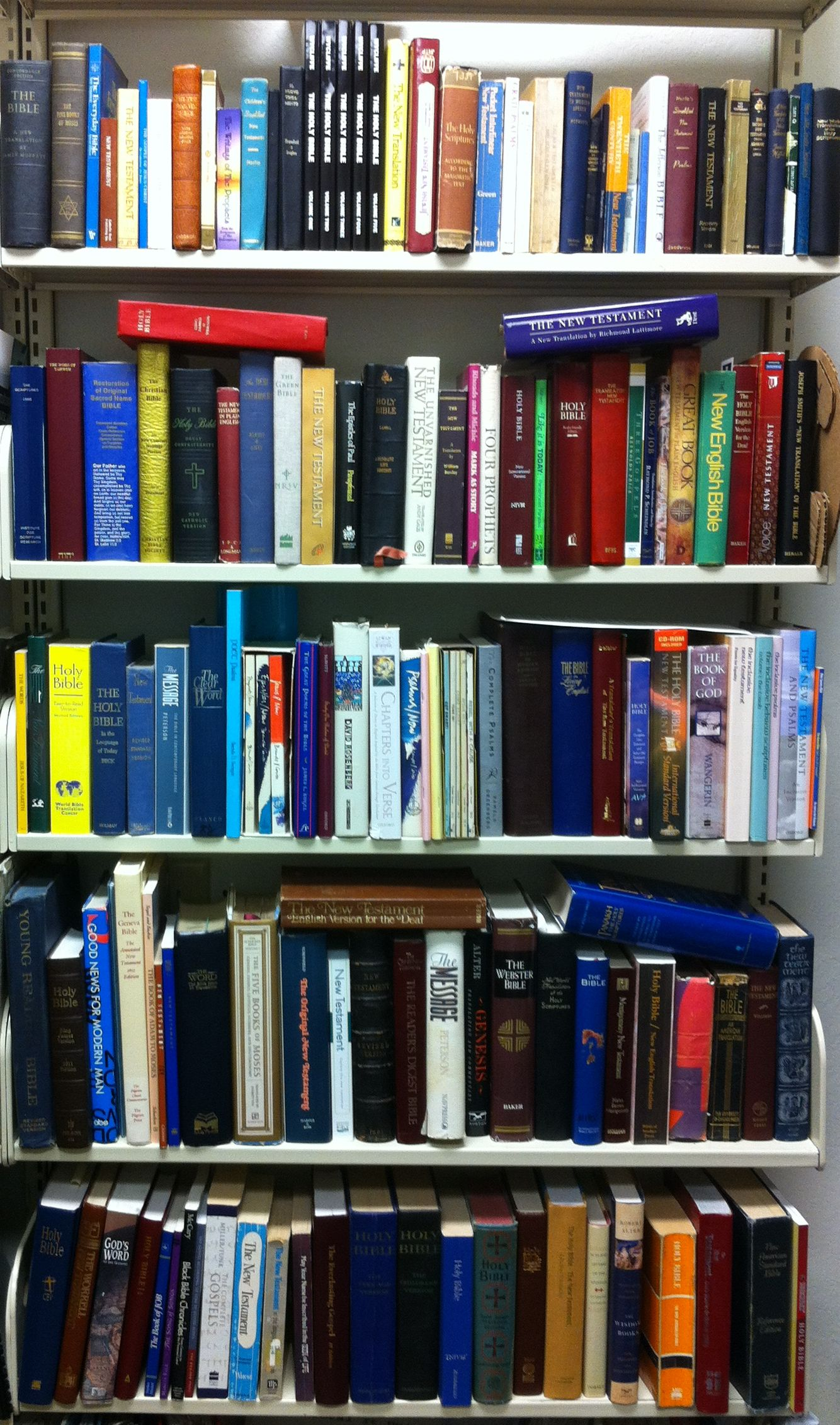

## Historia angielskich przekładów Biblii
Najstarsze ślady staro i średnioangielskich tłumaczeń pochodzą z okresu między VIII a X wiekiem i były dziełem kilku mnichów. Najstarsza cała biblijna księga przełożona na język angielski to Psałterz przypisywany Williamowi z Shoreham, napisany około 1340 roku (zachowały się 3 rękopisy).
Pierwszy angielski przekład całej Biblii, dokonany z łacińskiej Wulgaty, pochodzi z XIV wieku: jest owocem pracy Johna Wycliffa, zakończonej około 1382. Przekład ten został potępiony przez papieża Marcina V, zaś sam Wycliff został pośmiertnie ukarany – w 1428 roku jego ciało wydobyto z grobu i spalono na stosie, a popioły wrzucono do rzeki Swift. Biblia Wycliffa była ręcznie przepisywana i rozpowszechniana przez lollardów. Od 1412 roku Kościół katolicki w Anglii wprowadził zakaz rozpowszechniania Biblii w języku angielskim – za posiadanie nawet fragmentów Biblii Wycliffe’a groziła kara śmierci na stosie oraz utrata przez krewnych prawa do dziedziczenia majątku po skazanym. Zakaz ten o blisko wiek opóźnił druk angielskiej Biblii.
Wydanie angielskiej Biblii przełożonej z języków oryginalnych jest dziełem reformatorów. Pierwszym który posłużył się drukiem do rozpowszechniania Biblii był reformator i biblista William Tyndale (pierwsze wydanie jego angielskiego przekładu Nowego Testamentu ukazało się w Kolonii w 1525 roku, zaś w 1534 roku ukazało się w Antwerpii wydanie drugie, poprawione). Tyndale pracował także nad tłumaczeniem Starego Testamentu lecz pracy tej nie zdołał dokończyć gdyż został skazany za herezję i spalony na stosie. W roku 1537 jego Nowy Testament oraz te księgi Starego, które zdążył przetłumaczyć jako Matthew Bible pod pseudonimem „Thomas Matthew” wydał John Rogers, pierwszy męczennik protestancki w okresie rekatolicyzacji Anglii za panowania królowej Marii Tudor.  
Pierwszy przekład całej Biblii w języku angielskim został opracowany i wydany w 1535 roku przez Milesa (Mylesa) Coverdale’a. Ponieważ Coverdale nie posiadał wystarczająco biegłej znajomości oryginalnych języków biblijnych posłużył się przekładem Tyndale’a oraz wspierał tłumaczeniami Marcina Lutra (Biblia Lutra), Ulrycha Zwinglego (Biblia zuryska), a także łacińską Wulgatą. Pomimo tego Biblia Coverdale’a uzyskała poparcie króla Henryka VIII, zaś kolejna edycja przekładu Coverdale’a z 1539 roku znana jako Wielka Biblia (ang. Great Bible) była pierwszą autoryzowaną edycją angielskiej Biblii. Na mocy zarządzenia królewskiego była ona udostępniona każdemu wiernemu we wszystkich kościołach w Anglii – z tego względu przed wyniesieniem z kościołów zabezpieczano ją łańcuchem. Autorem przedmowy do drugiego wydania zwanego „Biblią Cranmera” był abp Thomas Cranmer skazany na śmierć z rozkazu Marii I Tudor. Ostatnia z ponad 30 edycji Wielkiej Biblii ukazała się w 1569 roku.
Pierwszą na świecie Biblią wydrukowaną z podziałem ksiąg na rozdziały i wersety była Biblia genewska (ang. Geneva Bible); NT w 1557, całość w 1560 – rozdziały opracował w XIII wieku Stephen Langton, późniejszy arcybiskup Canterbury; wersety zaś w 1551 roku wprowadził Robert Stephanus, paryski drukarz. Jako pierwsza posiadała ona także obszerne komentarze, wyjaśnienia, indeks tematyczny, mapy i ilustracje. Był to przekład grupy protestanckich uczonych, którzy po dojściu do władzy Marii I Tudor („Krwawej Mary”) w 1553 roku uciekli z Anglii przed represjami religijnymi królowej Marii i grożącą im śmiercią.
W roku 1568 wydano Biblię biskupią (ang. Bishops' Bible), która była rewizją Wielkiej Biblii przygotowaną przez biskupów w celu ograniczenia popularności Biblii genewskiej, jednak okazała się od niej słabsza językowo. Po Wielkiej Biblii było to drugie wydanie autoryzowane. Biblia biskupia wraz z wcześniejszymi przekładami stanowiła podstawę dla późniejszych prac nad najbardziej popularnym przekładem angielskojęzycznym – Biblią króla Jakuba.
Prace nad pierwszym katolickim przekładem Biblii na język angielski rozpoczęły się w październiku 1578, kiedy to pięcioosobowy zespół z katolickiego Kolegium Angielskiego, stanowiącego część Uniwersytetu w Douay (z powodu rozwoju reformacji w Anglii okresowo przeniesionego do Rheims we Francji) rozpoczął pracę nad angielskim przekładem Wulgaty. Przekład ten był gotowy do publikacji po 4 latach, jednak w 1582 roku udało się wydać tylko Nowy Testament z powodu braku środków finansowych i ówczesnej sytuacji politycznej. Nowy Testament ukazał się następnie w latach 1600, 1621 oraz 1633, zaś dwa tomy ksiąg Starego Testamentu ukazały się najpierw pojedynczo – w latach 1609 i 1610, a łącznie w roku 1635. Wszystkie księgi Starego i Nowego Testamentu w przekładzie Douay-Rheims Bible ukazały się razem dopiero w 1764 roku.
W oparciu o starsze przekłady łącznie z tłumaczeniem Williama Tyndale’a i Biblią biskupią dokonano w latach 1604–1611 bardzo dobrego językowo przekładu znanego jako Biblia króla Jakuba (King James Version lub Authorised Version). Biblię tą autoryzował król Jakub I. Przekład, po kilku poważnych zmianach w latach 1870–1895, był używany przez Kościół anglikański przez ponad 300 lat – aż do gruntownej rewizji tekstu w 1982 roku (opartej na językach oryginalnych), znanej jako Nowa Biblia króla Jakuba (New King James Version, NKJV).

## Opisy przekładów Biblii

### Przekłady protestanckie

#### King James Version (KJV) (1611)
Przekład z języków oryginalnych wydany po raz pierwszy w 1611, zamówiony został na potrzeby Kościoła Anglii przez króla Jakuba I. Tłumaczenie to wywarło głęboki wpływ nie tylko na wszystkie następne angielskie tłumaczenia Biblii, ale także na całą literaturę angielską. Szacunkowy nakład to ponad miliard egzemplarzy co czyni ten przekład najszerzej rozpowszechnionym tłumaczeniem Biblii.

#### The Emphatic Diaglott (1864)
Przekład Nowego Testamentu, opracowany przez tłumacza Biblii Benjamina Wilsona. Zamieścił w tym przekładzie tekst grecki Griesbacha (wydanie z lat 1796–1806) oraz międzywierszowy dosłowny przekład na język angielski, a w prawej szpalcie własne tłumaczenie; wyróżnił w nim wyrazy, na które należy położyć większy nacisk. Od 1926 wydawany przez Świadków Jehowy.

#### Revised Version (RV) (1881–1885)
Revised Version to zrewidowana brytyjska wersja Biblii króla Jakuba z końca XIX wieku. Była to pierwsza i jak dotąd jedyna oficjalnie zatwierdzona i uznana rewizja Biblii króla Jakuba w Wielkiej Brytanii. Rewizją przekładu zajmowało się ponad 50 uczonych należących do różnych wyznań w Wielkiej Brytanii. Amerykańscy uczeni zostali zaproszeni do współpracy drogą korespondencyjną. Nowy Testament został opublikowany w 1881, Stary Testament w 1885, a apokryfy w 1894. Wśród zespołu znaleźli się Brooke Westcott i Fenton J.A. Hort. Na temat tego przekładu Charles Spurgeon powiedział: „strong in Greek, weak in English” (mocny w grece, słaby w angielskim).

#### American Standard Version (ASV) (1901)
Jedno z pierwszych tłumaczeń wykorzystujące grecki tekst opracowany przez Westcotta i Horta. Charakteryzowało się archaicznym elżbietańskim językiem i dużą dosłownością. Do czasu wydania Revised Standard Version stosowane powszechnie przez protestantów w Stanach Zjednoczonych. Po 1944 wydawane przez Świadków Jehowy.

#### Bible In Basic English (1941)
Tłumaczenie Biblii na uproszczony angielski. Biblia została przetłumaczona przez Samuela Hooke, który użył 850 standardowych słów z Basic English words, oraz kilkudziesięciu typowo biblijnych. Nowy Testament został przetłumaczony w 1941, Stary Testament w 1949.

#### Revised Standard Version (RSV) (1952)
Przekład, który wzbudził kontrowersje w Stanach Zjednoczonych – wydany wcześniej Nowy Testament (1946) był przyjęty bardzo dobrze przez wszystkie amerykańskie Kościoły, ale Stary Testament przełożono odrywając go od interpretacji nowotestamentowych (a jest ich przecież niemało). Ewangelikalni chrześcijanie unikali tego przekładu: należał on do najmniej popularnych wydań Biblii w Stanach Zjednoczonych. Przekład poprawiono w 1990 roku (Newly Revised Standard Version). Zarówno RSV, jak NRSV są przełożone w oparciu o zasadę formalnej równoważności. NRSV operuje językiem inkluzywnym i nie jest akceptowany przez ewangelikalnych chrześcijan, którzy zarzucają mu fałszowanie Słowa Bożego.
Inne wydania Revised Standard Version:
- RSV wydanie katolickie (1966) z księgami deuterokanonicznymi umieszczonymi zgodnie z układem Septuaginty oraz wieloma drobnymi korektami tekstu Starego Testamentu – które uczyniły go mniej kontrowersyjnym niż edycja z 1952. Przekład spotkał się z akceptacją Pawła VI. W tym samym roku ukazała się angielska Jerusalem Bible, a cztery lata później New American Bible – i to te dwa przekłady stały się najbardziej popularnymi przekładami katolickimi.
- RSV wydanie ekumeniczne (1973) (Common Bible) – cztery części: księgi protokanoniczne, księgi deuterokanoniczne, trzy apokryfy, Nowy Testament.
- RSV wydanie ekumeniczne (1977) (Ecumenical Study Bible) – ma dołączone także kanoniczne księgi niektórych wschodnich kościołów ortodoksyjnych: 3 i 4 Księgę Machabejską oraz Psalm 151. Satysfakcję z tego wydania wyraził patriarcha ekumeniczny Konstantynopola Demetrios I.

#### New American Standard Bible (NASB) (1971, rewizja 1995)
To znacznie poprawiona wersja starego przekładu American Standard Version (oparta na językach oryginalnych), która obecnie jest alternatywą dla anglojęzycznych protestantów, nieakceptujących Revised Standard Version. Tłumacze mieli podejście wybitnie filologiczne, stąd np. takie opinie o tym przekładzie: „strong in Greek, weak in English” (mocny w grece, słaby w angielskim). Jest to charakterystyczną cechą tego przekładu – bardzo duża wierność językom oryginalnym, nawet kosztem czytelności tekstu angielskiego.

#### The Bible in Living English (1972)
Angielskojęzyczny przekład Biblii w tłumaczeniu Stevena T. Byingtona, który zakończył pracę w 1943 roku. Po śmierci tłumacza prawa do jego wydawania nabyło Towarzystwo Strażnica. Opublikowany przez Świadków Jehowy w 1972 r. Przekład charakteryzuje się tym, iż konsekwentnie oddaje imię Boże w formie Jehovah.

#### New International Version (NIV) (1978, rewizje 1984, 2002)
Nowy przekład z języków oryginalnych, który na początku lat 80. zdobył uznanie wśród protestantów na całym świecie. Drobne korekty w 1984 roku. Przekład dynamiczny współczesnym językiem angielskim, pozbawiony wad RSV.
W 1992 ogromną konsternację ewangelikalnych chrześcijan wzbudziła zapowiedź wprowadzenia do NIV języka inkluzywnego (m.in. unikającego sugerowania płci Boga; nie ma też mowy np. o tym, że „jeśli twój brat zgrzeszył” Mt 18,15: jeśli jest brat, to musi być też i siostra – i stąd mamy „jeśli twój brat lub siostra zgrzeszyli, idź i ich napomnij”. Obecne wydanie NIV (Today’s NIV, 2002) operuje już takim właśnie językiem – jednak ze względu na sprzeciw chrześcijan w Stanach Zjednoczonych, pod nazwą New International Version w Stanach Zjednoczonych dostępne jest wyłącznie wydanie z 1984.

#### New King James Version (NKJV) (1982)
Współczesny przekład Pisma Świętego, dokonany z języków oryginalnych, którego rozwiązania translatorskie i styl zostały oparte na Biblii króla Jakuba, przy uwspółcześnieniu słownictwa i gramatyki. Projekt powstawał w środowisku amerykańskich baptystów i konserwatywnych prezbiterian. Pracę nad Nową Biblią króla Jakuba, znaną również pod nazwą Revised Authorized Version rozpoczęto w 1975 roku, zaś zakończono w 1982. wydaniem pełnego przekładu. Wydawcą jest Thomas Nelson, Inc. Przekład zyskał szczególną popularność przede wszystkim wśród fundamentalnych ewangelicznych chrześcijan (z wyjątkiem zborów związanych z Ruchem „Tylko Król Jakub”), jak również, w mniejszym stopniu, w innych kościołach.

#### English Standard Version (ESV) (2001)
Amerykański protestancki przekład Biblii wydany przez Crossway Bibles w 2001 roku. Jest jednym z najpopularniejszych przekładów stosowanych w Stanach Zjednoczonych. Charakteryzuje się tłumaczeniem dosłownym, określanym przez wydawcę jako zasadniczo literalne. Jest rewizją przekładu Revised Standard Version.

#### International Standard Version (ISV) (2006)
Nowy przekład z języków oryginalnych, który zwrócił na siebie uwagę już Nowym Testamentem, wydanym w 1998 roku. Do 2006 przełożono niemal połowę tekstu Starego Testamentu. Przekład, w którym opracowujący go językoznawcy starają się pogodzić wierność oryginalnym tekstom z obecnością idiomów; unikają zbytniej „dynamiczności” przekładu, jednak za nadrzędną zasadę uważają ekwiwalentność komunikacyjną. Zastosowano plastyczny, współczesny język angielski, pozbawiony znamion inkluzywności, akceptowalny przez większość chrześcijan.

#### Common English Bible (CEB) (2011)
Przekład wydany w środowisku protestanckich kościołów w Stanach Zjednoczonych, ale obejmujący wszystkie księgi Septuaginty. Język inkluzywny, prosty, porównywalny do USA Today. Przekład krytykowany za parafrazowanie i oryginalne rozwiązania translatorskie.

### Przekłady katolickie

#### Douay-Rheims (1582–1764)
Przekład z Wulgaty, powstał jako reakcja na przekłady protestanckie. Nazwa pochodzi od lokalizacji katolickiego Kolegium Angielskiego i francuskiego miasta Rheims, gdzie została wydana. W 1582 wydano Nowy Testament, księgi Starego Testamentu w latach 1609 (od Księgi Rodzaju do Księgi Hioba) oraz w 1610 (od Księgi Psalmów do 2 Machabejskiej plus księgi deuterokanoniczne). Pełne wydanie dopiero w roku 1764. Przekład ten ma znaczenie jedynie historyczne. Zawiera liczne latynizmy, a język przekładu jest trudny w odbiorze.

#### Challoner-Rheims (1749–1750)
Oparta na Wulgacie (z uwzględnieniem języków oryginalnych) poważna rewizja wydania Douay-Rheims. Nowy Testament wydany w trzech edycjach: 1749, 1750 i 1752; Stary Testament bez ksiąg deuterokanonicznych w 1750. Przez okres dwustu lat standardowy przekład katolicki w języku angielskim. Adaptacji (a często przekładu de novo – trzymając się nadal Wulgaty) dokonał biskup Richard Challoner. Język przekładu mimo upływu 250 lat nie jest dzisiaj trudny w odbiorze. Pod koniec lat 30. XX wieku w Stanach Zjednoczonych rozpoczęto bardzo gruntowną rewizję tego wydania, opartą na Wulgacie. Prace były prowadzone przez członków amerykańskiego Katolickiego Stowarzyszenia Biblijnego, sponsorowało je Bractwo Doktryny Chrześcijańskiej – stąd nazwa wydania: Confraternity Version. W roku 1941 wydano Nowy Testament – jednak prace nad Starym przerwano w 1943 po publikacji przez Piusa XII encykliki Divino Afflante Spiritu, zalecającej oparcie się na tekstach oryginalnych, a nie na Wulgacie. Natychmiast rozpoczęto pracę nad przekładem z języków oryginalnych, w efekcie których powstała New American Bible.

#### New American Bible (NAB) (1970)
Prace nad przekładem Starego Testamentu z tekstu hebrajskiego, aramejskiego i greckiego rozpoczęto w 1943 roku, po publikacji encykliki Divino Afflante Spiritu. Kolejne księgi ukazywały się w czterech tomach w latach 1951–1969. Nowy Testament przełożono w oparciu o tekst grecki w edycji Nestle-Alanda (wydanie 25) w latach 1956–1970.
Jest to (obok New Jerusalem Bible) przekład wpisujący się w katolicką tradycję i operujący bardzo dobrym współczesnym językiem angielskim.
Przekład ten jest prezentacją podejścia filologicznego (zasada równoważności form), tylko pierwsze wydanie miało charakter przekładu komunikacyjnego (zasada ekwiwalencji dynamicznej). Zgodnie z tradycją, w Starym Testamencie tetragram JHWH został zastąpiony tytułem „Pan” (Lord; podobnie postąpiono w trzecim wydaniu polskiej Biblii Tysiąclecia). Przekład był wielokrotnie korygowany i ulepszany, jest napisany nowoczesnym, bogatym angielskim językiem potocznym. Ostatnia rewizja przekładu została dokonana w 2003 roku.

#### Biblia jerozolimska – Jerusalem Bible (JB) (1966)
Angielska Biblia jerozolimska została przygotowana przez zespół tłumaczy brytyjskich, zainspirowanych sukcesem francuskojęzycznej Bible de Jerusalem. Jest to pierwszy angielski przekład katolicki z języków oryginalnych – jednak interpretowanych tak, jak w wersji francuskiej. Wśród stylistów pracujących z zespołem tłumaczy był m.in. J.R.R. Tolkien. Uzyskano wysoki językowo przekład, szeroko używany w celach liturgicznych, do studium i prywatnego czytania. Obszerne przypisy i objaśnienia wzięto z francuskiej Bible de Jerusalem. Oparcie na wersji francuskiej było przedmiotem wielu krytyk. Krytykowano też zbyt „dynamiczny” przekład (zastosowanie zasady ekwiwalencji dynamicznej, a nie równoważności form): stało to w pewnej sprzeczności z deklarowanym celem tłumaczenia, jakim było m.in. dostarczenie tekstu do studium dla osób nie znających języków oryginalnych – chociaż niewątpliwie wpływało na łatwość odbioru tekstu przez współczesnego przeciętnego czytelnika. W 2000 ukazało się wydanie JB, przeznaczone do osobistej lektury, niemal zupełnie pozbawione komentarzy, ze wstępami do ksiąg ograniczonymi do minimum (ISBN 0-385-49918-3).

#### New Jerusalem Bible (NJB) (1985)
Stanowi on rewizję Biblii Jerozolimskiej. Utrzymany jest komunikacyjny charakter przekładu (zasada ekwiwalencji dynamicznej), chociaż nieco go stonowano. NJB jest napisana bardzo nowoczesnym, plastycznym, potocznym językiem angielskim i bywa uważana za jeden z najpiękniejszych językowo przekładów angielskich. Jest najpowszechniej na świecie używanym angielskim przekładem katolickim (z wyjątkiem Stanów Zjednoczonych, gdzie prym wiedzie New American Bible), stosowanym również w liturgii. Tekst jest zaopatrzony w obszerne przypisy i objaśnienia, komentarze teologiczne, mapy (rozszerzone w stosunku do JB; bywa to krytykowane – stąd także wydania ograniczone do samego tekstu biblijnego bez żadnych dodatków). W Starym Testamencie tetragram jest oddawany w formie Yahweh.
Przekład ten bywa krytykowany z trzech powodów: Stary Testament tłumaczono bezpośrednio z najstarszego kompletnego hebrajskiego tekstu masoreckiego (co nie jest standardem – większość przekładów bierze za podstawę krytyczne wydanie tekstu hebrajskiego Biblia Hebraica Stuttgartensia, opracowane przez naukowców); język tłumaczenia ma miejscami zabarwienie inkluzywne (jest to jednak nieporównywalne z NRSV czy TNIV, które zmieniają sens zdań); obszerne uwagi krytyczne są odpowiednie dla osób o pewnym przygotowaniu, nastawionych na poznawanie Biblii, natomiast mogą niekiedy wprawiać w konfuzję niektórych prostych czytelników.

### Inne

#### New World Translation of the Holy Scriptures (NW) (1960)
Przekład dokonany przez New World Bible Translation Committee (Komitet Przekładu Biblii Nowego Świata) Świadków Jehowy. Początkowo w latach 1950–1960 ukazał się w sześciu tomach. W roku 1961 opublikowano zrewidowane wydanie jednotomowe. Kolejne rewizje ukazały się w latach 1970, 1971, 1981, 1984 i 2013. Przekład ten nie używa terminów Stary i Nowy Testament, które zastąpiono nazwami Pisma Hebrajskie oraz Chrześcijańskie Pisma Greckie, zrywając z tradycyjnym podziałem Pisma Świętego. W Starym Testamencie konsekwentnie w miejscu występowania tetragramu używa imienia Jehovah. Wprowadził też imię Boże w 237 miejscach Nowego Testamentu. Używany głównie przez Świadków Jehowy.

### Serwisy z treścią przekładów
- Bible Gateway – około 20 przekładów angielskich, gł. historycznych i protestanckich
- eSword – program biblijny na komputery PC i PocketPC z biblioteką kilkunastu przekładów

### Strony poszczególnych przekładów
- The New American Bible. nccbuscc.org. [zarchiwizowane z tego adresu (2007-03-23)]. – na stronie Amerykańskiej Konferencji Episkopatu Stanów Zjednoczonych
- About the New International Version Bible
- Today’s New International Version
- About ESV Bible
- International Standard Version

### Recenzje i krytyka
- Bible Researcher – omówienie wszystkich innych ważnych przekładów angielskich
- Tyndale House. tyndale.cam.ac.uk. [zarchiwizowane z tego adresu (2009-02-10)]. – omówienie ponad 100 przekładów angielskich, także zestawienie krótkich fragmentów porównujące język przekładów (Internet Archive)
- Bible Tranlations – porównanie popularnych angielskich przekładów Biblii na stronie wydawców New International Version.